# Sopedu
Sopedu (em egípcio: Sopdu) ou Sepetu (em egípcio: Septu) era um deus do céu e das regiões fronteiriças orientais na antiga religião egípcia. Ele era o marido de Quensite.
Como um deus do céu, Sopedu estava conectado com o deus Sá, a personificação da constelação de Orionte, e a deusa Sótis, representando a estrela Sirius. De acordo com alguns textos o deus se fundiu com Hórus, tornando-se Hórus-Sopedu, além das deuses Osíris e Ísis, sendo Osíris-Sá e Ísis-Sopedete. 
Como deus do leste, dizia-se que Sopedu protegia os postos avançados egípcios ao longo das fronteiras e ajudava o faraó a controlar os habitantes estrangeiros dessas regiões. Ele foi referido como Senhor do Oriente, e teve seu maior centro de culto no nome mais oriental do Baixo Egito, que foi nomeado Per-Sopedu, que significa Lugar de Sopedu. Ele também tinha santuários em assentamentos egípcios na península do Sinai, como as minas de turquesa em Serabite Cadim.